# Station Żodyń
Station Żodyń is een spoorwegstation in de Poolse plaats Żodyń.